# Holender Filip
Holender Filip (Kragujevac, 1994. július 27. –) szerb-magyar kettős állampolgárságú labdarúgó, a magyar labdarúgó-válogatott.
2024. december 8-án játszotta a 200. NB I-es mérkőzését.

## Pályafutása

### Klubcsapatokban

#### Budapest Honvéd
2009-ben 14 évesen került a Honvéd akadémiájára, majd a felnőtt csapatban 2013. március 8-án debütált a Paks ellen. A 62. percben állt be csereként Diaby helyére. A szezon során négy bajnokin léphetett pályára, de mindegyiken csak csereként. Az első gólját az Újpest FC II ellen szerezte meg a másodosztályban a második csapatban, ahol hat mérkőzésen lépett pályára.
A 2013-14-es szezon előtt az Európa-liga selejtező mérkőzésén a Čelik Nikšić csapata elleni első mérkőzésen a 38. percben gólpasszt adott Délczeg Gergelynek, majd három perccel később maga is eredményes volt, de nem sokkal később megszerezte második találatát is. Ugyanezen a mérkőzésen Diabynak is adott még egy gólpasszt. A visszavágón ismét eredményes volt. Csapata első gólját szerezte meg, középre beadott labdát Diaby ollózós mozdulattal nem érte el, amely így Holenderhez került. A fiatal támadó egyet igazított rajta, majd jobb lábbal a kapuba tekert 15 méterről.
A 2016–2017-es szezonban bajnoki címet nyert a Honvéddal, a bajnokságban 27 mérkőzésen kétszer volt eredményes. 2017 szeptemberében két évvel meghosszabbította szerződését a klubbal. 2019 márciusában hivatalossá vált, hogy szerződése lejárta után, 2019 nyarától a svájci élvonalban szereplő Lugano csapatában folytatja pályafutását. A 2018-2019-es szezon végén 16 góllal gólkirályi címet szerzett az olasz Davide Lanzafaméval holtversenyben. A Magyar Kupa döntőjében gólt szerzett, azonban a Honvéd 2-1 arányban alulmaradt a Videotonnal szemben.
2013 és 2019 között az NB I-es mérkőzéseinek száma: 159, ezeken 30 gólt szerzett.

#### Lugano
2019. július 21-én mutatkozott be az FC Zürich elleni bajnoki mérkőzésen a Lugano csapatában, a 80. percben állt be. Augusztus 16-án a harmadosztályú Concordia Basel elleni kupamérkőzésen duplázott. Augusztus 25-én a St. Gallen elleni bajnokin a meccs első és utolsó gólját szerezte meg, de csapata így is kikapott 3–2-re. Harmadik gólját a bajnokság 18. fordulójában szerezte a Young Boys ellen 2–1-re megnyert mérkőzésen. A 27. fordulóban idénybeli negyedik bajnoki góljával győzelemhez segítette csapatát a Basel ellen, ezzel a Lugano húsz év után győzte le riválisát. Július 12-én, a Luzern elleni 3–3-as bajnoki találkozón gólt lőtt és gólpasszt adott. A 2019–20-as idényben 27 bajnoki mérkőzésen játszott, 5 gólt szerzett, csapatával az 5. helyen végeztek.

#### Partizan
2020. október 2-án a Partizan Belgrád csapatában folytatta pályafutását, miután a Lugano kölcsönadta őt a szerb csapatnak a 2020–2021-es idény végéig. A belgrádi együttes vételi opciót is szerzett Holender játékjogára.
Első gólját a negyedik bajnokiján szerezte új csapatában. A bajnokság 15. fordulójában a Proleter ellen szerzett győztes gólt a mérkőzés 91. percében. A szerb Szuperliga 16. fordulójában a Topolya ellen 4–0-ra megnyert mérkőzésen két gólt lőtt és egy gólpasszt adott. A szezon első felében hét bajnokin három gól mellett három gólpasszt is adott.
2021. április 11-én, a bajnokság 31. fordulójában a Radnicski ellen 2–0-ra megnyert találkozón csapata második gólját szerezte. A bajnokság 35. fordulójában megszerezte kilencedik gólját a szerb élvonalban, a Partizan pedig 3–1-re legyőzte a Topolyát. 2021 májusában a szerb klub bejelentette, hogy élt opciós jogával, így végleg megvásárolta Holender játékjogát a Luganótól.
A 2021–2022-es bajnokság 3. fordulójában csapata 4–0-ra győzte le az FK Vozsdovacot, Holender gólt lőtt és gólpasszt adott a találkozón. A 8. fordulóban ismét eredményes volt a Radnicski Kragujevac ellen idegenben 3–1-re megnyert mérkőzésen.

#### Vasas SC
2022 júliusában  hároméves szerződést kötött a piros–kék csapattal. Augusztus 5-én a Paksi FC elleni bajnoki mérkőzésen (2–2) góllal és gólpasszal debütált.

### A válogatottban

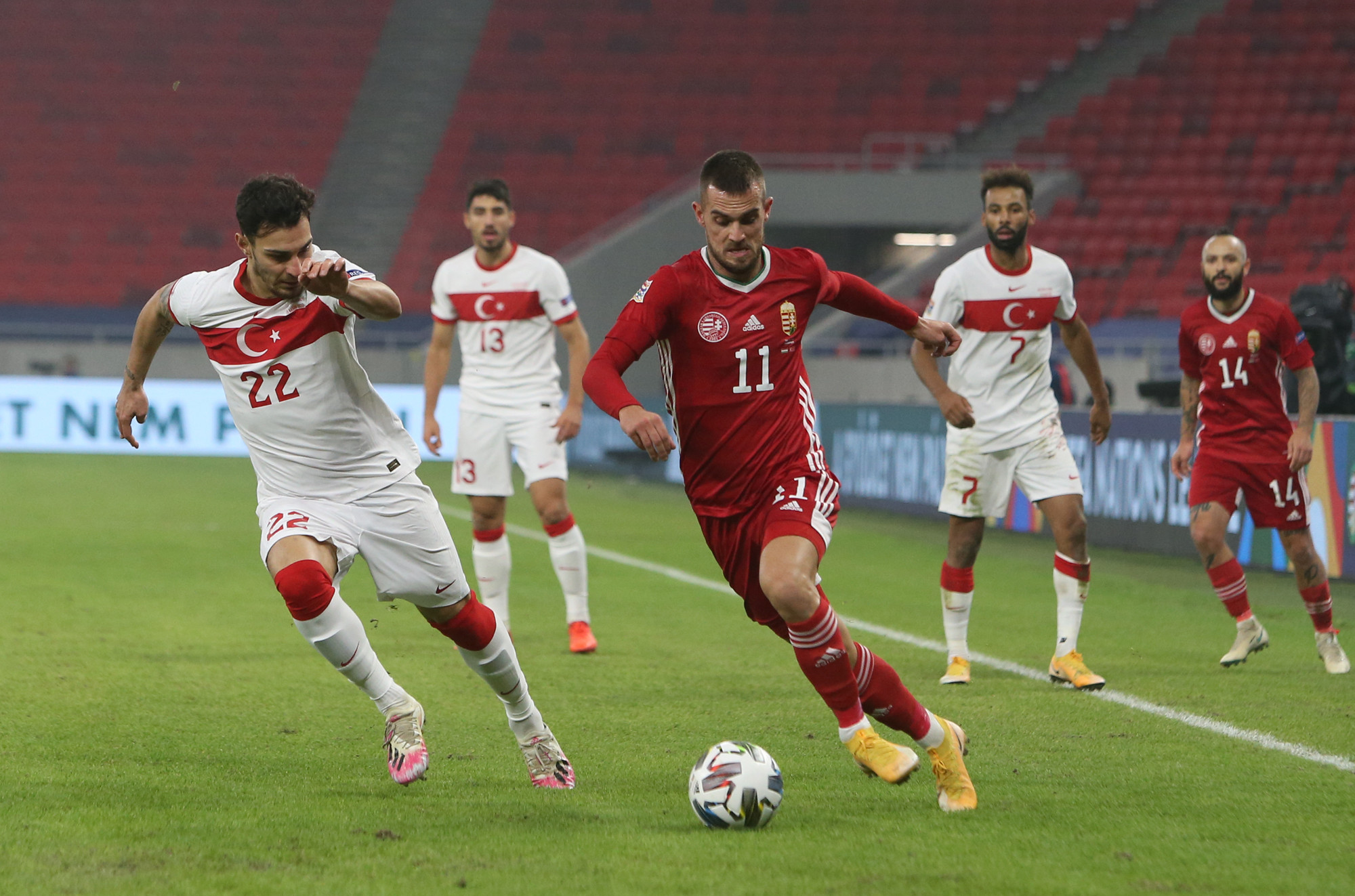
Holender a Törökország elleni Nemzetek Ligája mérkőzésen (2020 novemberében)

2018 októberében meghívót kapott Marco Rossi szövetségi kapitánytól a görög és az észt válogatott elleni Nemzetek Ligája mérkőzésekre készülő magyar válogatott 25 fős keretébe. 2018 novemberében a finnek elleni győztes Nemzetek Ligája találkozón lépett először válogatottként pályára. Ez a szereplés azt is jelentette, hogy klubjának ő lett a 100. válogatott játékosa. 2019. szeptember 5-én, a Montenegró ellen 2-1-re elveszített felkészülési mérkőzésen megszerezte első gólját a válogatottban.
2021. június 1-jén Marco Rossi szövetségi kapitány nevezte őt a magyar válogatott Európa-bajnokságra készülő 26 fős keretébe. A kontinenstornán nem lépett pályára.

## Sikerei, díjai
Budapest Honvéd
- Magyar bajnokság (NB I)
  - bajnok: 2016–17[33]
  - bronzérmes: 2012–13
  - gólkirály: 2018–19 (16 gól)
- Magyar Kupa-döntős: 2018–19

 Partizan
- Szerb bajnoki ezüstérmes (2): 2020–21, 2021–22
- Szerb kupadöntős (1): 2021–22

## Statisztika

### Klubcsapatokban
2025. május 24-én frissítve.
| Klub                  | Szezon   | Bajnokság | Bajnokság | Országos kupa | Országos kupa | Ligakupa | Ligakupa | Nemzetközi kupa | Nemzetközi kupa | Összesen | Összesen |
| Klub                  | Szezon   | Mérk.     | Gólok     | Mérk.         | Gólok         | Mérk.    | Gólok    | Mérk.           | Gólok           | Mérk.    | Gólok    |
| --------------------- | -------- | --------- | --------- | ------------- | ------------- | -------- | -------- | --------------- | --------------- | -------- | -------- |
| Honvéd                | 2012–13  | 5         | 0         | 0             | 0             | 1        | 0        | 0               | 0               | 6        | 0        |
| Honvéd                | 2013–14  | 23        | 3         | 3             | 1             | 4        | 0        | 3               | 3               | 33       | 7        |
| Honvéd                | 2014–15  | 20        | 3         | 2             | 0             | 4        | 0        | 0               | 0               | 26       | 3        |
| Honvéd                | 2015–16  | 28        | 2         | 2             | 1             | -        | -        | 0               | 0               | 30       | 3        |
| Honvéd                | 2016–17  | 27        | 2         | 4             | 3             | -        | -        | 0               | 0               | 31       | 5        |
| Honvéd                | 2017–18  | 23        | 4         | 7             | 1             | -        | -        | 0               | 0               | 30       | 5        |
| Honvéd                | 2018–19  | 33        | 16        | 5             | 3             | -        | -        | 4               | 2               | 42       | 21       |
| Honvéd                | Összesen | 159       | 30        | 23            | 9             | 9        | 0        | 7               | 5               | 198      | 44       |
| Lugano                | 2019–20  | 27        | 5         | 2             | 2             | -        | -        | 5               | 0               | 34       | 7        |
| Lugano                | 2020–21  | 2         | 0         | 1             | 0             | -        | -        | 0               | 0               | 3        | 0        |
| Lugano                | Összesen | 29        | 5         | 3             | 2             | 0        | 0        | 5               | 0               | 37       | 7        |
| Partizan              | 2020–21  | 26        | 9         | 4             | 0             | -        | -        | 0               | 0               | 30       | 9        |
| Partizan              | 2021–22  | 22        | 3         | 3             | 0             | -        | -        | 13              | 0               | 38       | 3        |
| Partizan              | 2022–23  | 1         | 0         | 0             | 0             | -        | -        | 0               | 0               | 1        | 0        |
| Partizan              | Összesen | 49        | 12        | 7             | 0             | 0        | 0        | 13              | 0               | 69       | 12       |
| Vasas                 | 2022–23  | 30        | 7         | 4             | 0             | 0        | 0        | 0               | 0               | 34       | 7        |
| Vasas                 | 2023–24  | 30        | 5         | 4             | 1             | 0        | 0        | 0               | 0               | 34       | 6        |
| Vasas                 | Összesen | 60        | 12        | 8             | 1             | 0        | 0        | 0               | 0               | 68       | 13       |
| Fehérvár (kölcsönben) | 2024–25  | 28        | 1         | 2             | 0             | 0        | 0        | 2               | 0               | 32       | 1        |
| Fehérvár (kölcsönben) | Összesen | 28        | 1         | 2             | 0             | 0        | 0        | 2               | 0               | 32       | 1        |
| Karrier összes        |          | 325       | 60        | 43            | 12            | 9        | 0        | 27              | 5               | 404      | 77       |

### A válogatottban
| Magyarország | Magyarország | Magyarország |
| Év           | Mérk.        | Gólok        |
| ------------ | ------------ | ------------ |
| 2018         | 1            | 0            |
| 2019         | 5            | 1            |
| 2020         | 8            | 0            |
| 2021         | 2            | 0            |
| Összesen     | 16           | 1            |

### Mérkőzései a válogatottban
| Magyarország | Magyarország        | Magyarország                           | Magyarország | Magyarország | Magyarország | Magyarország    | Magyarország | Magyarország |
| #            | Dátum               | Helyszín                               | Hazai        | Eredmény     | Vendég       | Kiírás          | Gólok        | Esemény      |
| ------------ | ------------------- | -------------------------------------- | ------------ | ------------ | ------------ | --------------- | ------------ | ------------ |
| 1.           | 2018. november 18.  | Budapest, Groupama Aréna               | Magyarország | 2 – 0        | Finnország   | Nemzetek Ligája | -            | 54'          |
| 2.           | 2019. március 21.   | Nagyszombat, Anton Malatinský Stadion  | Szlovákia    | 2 – 0        | Magyarország | Eb-selejtező    | -            | 81'          |
| 3.           | 2019. június 11.    | Budapest, Groupama Aréna               | Magyarország | 1 – 0        | Wales        | Eb-selejtező    | -            | 59'          |
| 4.           | 2019. szeptember 5. | Podgorica, Podgoricai Stadion          | Montenegró   | 2 – 1        | Magyarország | barátságos      | 1            | 2' 64'       |
| 5.           | 2019. szeptember 9. | Budapest, Groupama Aréna               | Magyarország | 1 – 2        | Szlovákia    | Eb-selejtező    | -            | 85'          |
| 6.           | 2019. november 19.  | Cardiff, Cardiff City Stadion          | Wales        | 2 – 0        | Magyarország | Eb-selejtező    | -            | 83'          |
| 7.           | 2020. szeptember 3. | Sivas, Sivas Arena                     | Törökország  | 0 – 1        | Magyarország | Nemzetek Ligája | -            |              |
| 8.           | 2020. szeptember 6. | Budapest, Puskás Aréna                 | Magyarország | 2 – 3        | Oroszország  | Nemzetek Ligája | -            |              |
| 9.           | 2020. október 8.    | Szófia, Vaszil Levszki Nemzeti Stadion | Bulgária     | 1 – 3        | Magyarország | Eb-selejtező    | -            | 70'          |
| 10.          | 2020. október 11.   | Belgrád, Rajko Mitić Stadion           | Szerbia      | 0 – 1        | Magyarország | Nemzetek Ligája | -            | 46'          |
| 11.          | 2020. október 14.   | Moszkva, VTB Aréna                     | Oroszország  | 0 – 0        | Magyarország | Nemzetek Ligája | -            | 46'          |
| 12.          | 2020. november 12.  | Budapest, Puskás Aréna                 | Magyarország | 2 – 1        | Izland       | Eb-selejtező    | -            | 72'          |
| 13.          | 2020. november 15.  | Budapest, Puskás Aréna                 | Magyarország | 1 – 1        | Szerbia      | Nemzetek Ligája | -            | 68'          |
| 14.          | 2020. november 18.  | Budapest, Puskás Aréna                 | Magyarország | 2 – 0        | Törökország  | Nemzetek Ligája | -            |              |
| 15.          | 2021. június 4.     | Budapest, Szusza Ferenc Stadion        | Magyarország | 1 – 0        | Ciprus       | barátságos      | -            |              |
| 16.          | 2021. október 12.   | London, Wembley Stadion                | Anglia       | 1 – 1        | Magyarország | vb-selejtező    | -            | 68'          |
|              | Összesen            |                                        |              | 16           | mérkőzés     |                 | 1            | gól          |